# Boniswil
Boniswil (toponimo tedesco) è un comune svizzero di 1 403 abitanti del Canton Argovia, nel distretto di Lenzburg.

## Geografia fisica
Boniswil si affaccia sul Lago di Hallwil.

## Storia
Nel 1898 ha inglobato il comune soppresso di Alliswil.

## Società

### Evoluzione demografica
L'evoluzione demografica è riportata nella seguente tabella (dal 1850 con Alliswil):
Abitanti censiti

## Infrastrutture e trasporti
Boniswil è servito dall'omonima stazione sulla ferrovia Seetalbahn.

## Amministrazione
Ogni famiglia originaria del luogo fa parte del cosiddetto comune patriziale e ha la responsabilità della manutenzione di ogni bene ricadente all'interno dei confini del comune.